# برونو تياغو دا كوستا أرواخو
برونو تياغو دا كوستا أرواخو (بالبرتغالية: Bruno Tiago da Costa Araújo‏) هو لاعب كرة قدم ورياضي برازيلي في مركز الوسط، ولد في 28 مارس 1989 في ساو لويز في البرازيل. لعب مع بوتافوغو ريغاتاس ونادي جوينفيل.

## وصلات خارجية
- برونو تياغو دا كوستا أرواخو على موقع قاعدة بيانات كرة القدم.إي يو (الإنجليزية)
- برونو تياغو دا كوستا أرواخو على موقع Soccerway.com (الإنجليزية)